# Saison 1 de Scorpion
Chronologie
Saison 2
Cet article présente le guide des épisodes de la première saison de la série télévisée américaine Scorpion.

## Généralités
- Au Canada, la saison a été diffusée en simultané sur le réseau Citytv.
- Le 27 octobre 2014, CBS commande une saison complète de 22 épisodes[1].

## Distribution

### Acteurs principaux
- Elyes Gabel (VF : Damien Ferrette) : Walter O'Brien
- Katharine McPhee (VF : Adeline Moreau) : Paige Dineen
- Robert Patrick (VF : Michel Vigné) : Agent Cabe Gallo
- Eddie Kaye Thomas (VF : Emmanuel Curtil) : Toby Curtis
- Jadyn Wong (VF : Julie Turin) : Happy Quinn
- Ari Stidham (VF : Charles Pestel) : Sylvester Dodd
- Joshua Leonard : Mark Collins

### Acteurs récurrents
- Riley B. Smith : Ralph Dineen
- Brendan Hines (VF : Jean-Pierre Michaël) : Drew Winters[2]
- Camille Guaty (VF : Céline Ronté) : Meghan O'Brien
- David Fabrizio : Directeur Merrick, responsable de la Sécurité Intérieur
- Daniel Zolghadri : Walter O’Brien jeune
- Emily Robinson : Meghan O’Brien jeune

### Invités
- Ernie Hudson (VF : Jean-Michel Martial) : Brooks[3] (épisode 1)
- Corbin Bernsen : Bob Connelly[4] (épisode 4)
- Mykelti Williamson : General Walker[5] (épisode 5)
- Linda Hunt : Hetty Lange[6] (épisode 6)
- Shohreh Aghdashloo : Dr Cassandra Davis[7] (épisode 6)
- Kid Cudi : Peyton Temple[8] (épisode 8)
- Method Man : Lucky The King[8] (épisode 8)
- David James Elliott (VF : Guy Chapellier) : Bruce Jones[9] (épisode 15)

## Épisodes

### Épisode 1:Q.I. 197
- États-Unis /  Canada : 22 septembre 2014 sur CBS[10] / Citytv[11]
- France : 5 mars 2015 sur M6[12]
- Québec : 12 septembre 2015 sur V[13]
- Suisse : 13 décembre 2015 sur RTS Un[14]
- Belgique : 21 décembre 2015 sur RTL-TVI[15]

- États-Unis : 13,83 millions de téléspectateurs[16] (première diffusion)
- Canada : 1,79 million de téléspectateurs[17] (première diffusion + différé 7 jours)
- France : 4,38 millions de téléspectateurs[18] (première diffusion)

- Glenn Keogh (Le père de Walter O'Brien)
- Carla Toutz (La mère de Walter O'Brien)
- Jack Guzman (Chef d'équipe)
- Daniel Zolghadri (Walter (jeune))
- Emily Robinson (La jeune ado)
- Kelley Alice Jakle (Janice Keller)
- Anthony Skordi (Nemos)
- Stevin Knight (Truand #1)
- Patrick Saint-Esprit (Capitaine James Pike)
- Alimi Ballard (Copilote)
- Ernie Hudson (Brooks)
- Jake Regal (Randy)
- David Burr (Gordon Tooley)
- Desean Terry (Agent Bates)
- Sean Patrick Murphy (Agent #2)
- Martin Thompson (Superviseur de la tour de contrôle)

### Épisode 2:Antivirus
- États-Unis /  Canada : 29 septembre 2014 sur CBS / Citytv
- France : 5 mars 2015 sur M6
- Québec : 19 septembre 2015 sur V
- Suisse : 13 décembre 2015 sur RTS Un
- Belgique : 21 décembre 2015 sur RTL-TVI

- États-Unis : 13,36 millions de téléspectateurs[19] (première diffusion)
- Canada : 1,558 million de téléspectateurs[20] (première diffusion + différé 7 jours)
- France : 4,17 millions de téléspectateurs[18] (première diffusion)

- Joel Gretsch (Governeur Lane)
- Daniel Zolghadri (Walter (jeune))
- Emily Robinson (Megan (jeune))
- Camille Guaty (Megan O'Brien)
- Stuart McLean (Monsieur Creevy)
- Andy Tran (Jonah)
- Bryan Krasner (Jed Hausler)
- Erick Avari (Richter)
- Emma Fassler (Assistant de Richter)
- Brian Glanney (Docteur)
- Michael J. Silver (Agent Mayo)
- J. Doc Farrow (Agent Rivas)
- Rajan Velu (Gardien de VLAXCO)
- Silvia McClure (Religieuse)
- Hal Devi (Homme)
- Diahnna Nicole Baxter (Thérapeute)
- Ruby Roth (Sara)
- Kate Butler (Mère de famille)

### Épisode 3:Menace 2.0
- États-Unis /  Canada : 6 octobre 2014 sur CBS / Citytv
- France : 5 mars 2015 sur M6
- Québec : 26 septembre 2015 sur V
- Suisse : 20 décembre 2015 sur RTS Un
- Belgique : 28 décembre 2015 sur RTL-TVI

- États-Unis : 12,05 millions de téléspectateurs[21] (première diffusion)
- Canada : 1,566 million de téléspectateurs[22] (première diffusion + différé 7 jours)
- France : 3,46 millions de téléspectateurs[18] (première diffusion)

- David Fabrizio (Directeur Merrick)
- Glenn Plummer (Agent Thomas Keeler)
- Angela Ai (Docteur Tanner)
- Carlos Sanz (Commandant)
- Steven Allerick (Marine de l'OPFOR)
- Joseph Baird (Sergent démineur)
- Jake Matthews (Serveur)
- Michael Boucher (L'homme de la maintenance)
- Gina St. John (Présentateur journal)
- Justin Rupple (Jerry Dowdell)
- Reece Rios (Alfonse Sojo)

### Épisode 4:Les As à Vegas
- États-Unis /  Canada : 13 octobre 2014 sur CBS / Citytv
- France : 12 mars 2015 sur M6
- Québec : 3 octobre 2015 sur V
- Suisse : 20 décembre 2015 sur RTS Un
- Belgique : 28 décembre 2015 sur RTL-TVI

- États-Unis : 11,51 millions de téléspectateurs[23] (première diffusion)
- Canada : 1,674 million de téléspectateurs[24] (première diffusion + différé 7 jours)
- France : 4,10 millions de téléspectateurs[25] (première diffusion)

- Alicia Lagano (Renee Connelly)
- Corbin Bernsen (Bob Connelly)
- José Zúñiga (Lou Rake)
- Chris Mulkey (Ronny)
- Jay Sincere (Garde de sécurité)
- Derrick McMillon (Officier Waynecroft)
- Sandra Cevallos Campanella (Juge Stone)
- Wilson Ramirez (Homme Masqué)
- Dominique Razon (Concierge)
- Carl McDowell (Gangster minable)
- Heather McPhaul (Contractuelle)
- Carol Herman (Femme du Casino)

### Épisode 5:Le côté obscur
- États-Unis /  Canada : 20 octobre 2014 sur CBS / Citytv
- France : 12 mars 2015 sur M6
- Québec : 10 octobre 2015 sur V
- Suisse : 27 décembre 2015 sur RTS Un
- Belgique : 4 janvier 2016 sur RTL-TVI

- États-Unis : 10,75 millions de téléspectateurs[26] (première diffusion)
- Canada : 1,427 million de téléspectateurs[27] (première diffusion + différé 7 jours)
- France : 3,59 millions de téléspectateurs[25] (première diffusion)

- Joshua Leonard (Mark Collins)
- Mykelti Williamson (Général Walker)
- Julia Kelly (Fille de la plage)
- Jonathan S. Grady (Commandant de l'équipe d'intervention)

### Épisode 6:Art thérapie
- États-Unis /  Canada : 27 octobre 2014 sur CBS / Citytv
- France : 12 mars 2015 sur M6
- Québec : 17 octobre 2015 sur V
- Suisse : 27 décembre 2015 sur RTS Un
- Belgique : 4 janvier 2016 sur RTL-TVI

- États-Unis : 10,39 millions de téléspectateurs[28] (première diffusion)
- Canada : 1,533 million de téléspectateurs[29] (première diffusion + différé 7 jours)
- France : 2,88 millions de téléspectateurs[25] (première diffusion)

- David Fabrizio (Directeur Merrick)
- Linda Hunt (Hetty Lange)
- Shohreh Aghdashloo (Dr Cassandra Davis)
- Raphael Sbarge (Conservateur Paulson)
- Amber Friendly (Agent spécial Elise Carey)
- Lissa Pallo (Garde du musée)
- Josh Keaton (Phil Daniels)
- Daniel Phai (Mansion Guard)
- Mike Powers (Jacques Labeaux)
- Gisela Kovach (Mme Mueller)

### Épisode 7:Au nom du père
- États-Unis /  Canada : 3 novembre 2014 sur CBS / Citytv
- France : 19 mars 2015 sur M6
- Québec : 24 octobre 2015 sur V
- Suisse : 3 janvier 2016 sur RTS Un
- Belgique : 11 janvier 2016 sur RTL-TVI

- États-Unis : 10,34 millions de téléspectateurs[30] (première diffusion)
- Canada : 1,765 million de téléspectateurs[31] (première diffusion + différé 7 jours)
- France : 3,76 millions de téléspectateurs[32] (première diffusion)

- David Fabrizio (Directeur Merrick)
- Daniel Zolghadri (Jeune Walter)
- Brendan Hines (Drew)
- Keith David (Gardien de prison)
- Nick Gracer (Criminel #1)
- Vladimir Tevlovski (Criminel #2)
- Rocky Marquette (Percy)
- Jamie McShane (Mechanic)
- Carla Toutz (Mère de Walter)
- Glenn Keough (Père de Walter)
- Robert Smythe (Walter adolescent)
- Brennan Feonix (Commandant du SWAT)

### Épisode 8:L'Algorithme dans la peau
- États-Unis /  Canada : 10 novembre 2014 sur CBS / Citytv
- France : 19 mars 2015 sur M6
- Québec : 31 octobre 2015 sur V
- Suisse : 3 janvier 2016 sur RTS Un
- Belgique : 11 janvier 2016 sur RTL-TVI

- États-Unis : 10,08 millions de téléspectateurs[33] (première diffusion)
- Canada : 1,451 million de téléspectateurs[34] (première diffusion + différé 7 jours)
- France : 3,49 millions de téléspectateurs[32] (première diffusion)

- Zoran Korach (Slavomir)
- Brendan Hines (Drew)
- Lochlyn Munro (Détective Jim Archer)
- Scott Mescudi (Peyton Temple)
- Cliff "Method Man" Smith (Lucky The King)
- Con Schell (Dustin McBride)
- Matt Gerald (Owen Sugar)
- Jamal Duff (Sbire)

### Épisode 9:L'Opération Gumbo
- États-Unis /  Canada : 17 novembre 2014 sur CBS / Citytv
- France : 26 mars 2015 sur M6
- Québec : 7 novembre 2015 sur V
- Suisse : 10 janvier 2016 sur RTS Un
- Belgique : 18 janvier 2016 sur RTL-TVI

- États-Unis : 10,17 millions de téléspectateurs[35] (première diffusion)
- France : 3,46 millions de téléspectateurs[36] (première diffusion)

- Brendan Hines (Drew)
- Jessica Tuck (Rebecca)
- Orestes Arcuni (Darby)
- John Burke (Gostin)
- Kevin Fry-Bowers (Homme en costume)
- Anthony Molinari (Anthony Cole)
- Gary Kraus (Officier Draper)
- Nicola Lambo (Reporter)
- Austin Priester (Conducteur surpris)

### Épisode 10:Semper fidelis
- États-Unis /  Canada : 24 novembre 2014 sur CBS / Citytv
- France : 26 mars 2015 sur M6
- Québec : 14 novembre 2015 sur V
- Suisse : 10 janvier 2016 sur RTS Un
- Belgique : 18 janvier 2016 sur RTL-TVI

- États-Unis : 9,28 millions de téléspectateurs[37] (première diffusion)
- Canada : 1,582 million de téléspectateurs[38] (première diffusion + différé 7 jours)
- France : 3,2 millions de téléspectateurs[39] (première diffusion)

- Camille Guaty (Megan O'Brien)
- Jake McLaughlin (Jim Corbett)
- Kamal Jones (Luke)
- Jason Hastings (Simon)
- Ace Marrero (Javier Barrios)
- Devon Chandler Long (Max)
- Michael Klesic (Igor)
- Christine Garver (Rosa Barrios)
- Sasha Golberg (Uri)
- Michael Sun Lee (Policier)
- Peter Jason (Général)

### Épisode 12:Les Génies de l'impossible
- États-Unis /  Canada : 15 décembre 2014 sur CBS / Citytv
- France : 2 avril 2015 sur M6
- Québec : 28 novembre 2015 sur V
- Suisse : 17 janvier 2016 sur RTS Un
- Belgique : 25 janvier 2016 sur RTL-TVI

- États-Unis : 10,07 millions de téléspectateurs[43] (première diffusion)
- Canada : 1,527 million de téléspectateurs[44] (première diffusion + différé 7 jours)
- France : 3,35 millions de téléspectateurs[42] (première diffusion)

- Camille Guaty (Megan O'Brien)
- Jamie McShane (Patrick Quinn)
- Wyatt Oleff (Owen)
- Charles Malik Whitfield (Dan Heather)
- Danielle Hoetmer (La mère de Owen)

### Épisode 13:Hacke-moi si tu peux
- États-Unis /  Canada : 5 janvier 2015 sur CBS / Citytv
- France : 9 avril 2015 sur M6
- Québec : 5 décembre 2015 sur V
- Suisse : 24 janvier 2016 sur RTS Un
- Belgique : 1er février 2016 sur RTL-TVI

- États-Unis : 12,32 millions de téléspectateurs[45] (première diffusion)
- Canada : 1,347 million de téléspectateurs[46] (première diffusion + différé 7 jours)
- France : 3,17 millions de téléspectateurs[36] (première diffusion)

- Octavius J. Johnson (Nate)
- Spencer Garrett (Wilson Eckherd)
- Lawrence Kao (Calvin)
- Ted Mattison (Agent Cullens)

### Épisode 14:L'Espionne qu'il aimait
- États-Unis /  Canada : 18 janvier 2015 sur CBS[47] / Citytv
- France : 9 avril 2015 sur M6
- Québec : 23 janvier 2016 sur V
- Suisse : 24 janvier 2016 sur RTS Un
- Belgique : 1er février 2016 sur RTL-TVI

- États-Unis : 12,29 millions de téléspectateurs[48] (première diffusion)
- France : 2,97 millions de téléspectateurs[39] (première diffusion)

- Nazneen Contractor (Sima)
- Mackenzie Astin (en) (Leonard)
- James Black (Agent Miller)
- Jennifer Lee (Agent Marchand)
- Chris Yule (USC Fan #1)

### Épisode 15:Supermind
- États-Unis /  Canada : 19 janvier 2015 sur CBS / Citytv
- France : 16 avril 2015 sur M6
- Québec : 30 janvier 2016 sur V
- Suisse : 31 janvier 2016 sur RTS Un
- Belgique : 8 février 2016 sur RTL-TVI

- États-Unis : 12,08 millions de téléspectateurs[49] (première diffusion)
- Canada : 1,438 million de téléspectateurs[50] (première diffusion + différé 7 jours)
- France : 3,47 millions de téléspectateurs[51] (première diffusion)

- David Fabrizio (Merrick)
- Brendan Hines (Drew)
- David James Elliott (Bruce)
- Navid Negahban (Agent Khara)
- Omid Zader (Gadhi)
- Thai Douglas (Docteur)
- Monique Barajas (Infirmière)
- Grinnell Morris (Man)
- Aaron Krebs (Technicien de l'hôpital)
- Chad Davis (Urgentiste #1)
- Catharine Kamei (Docteur #1)
- Ray Stefanelli (Agent #1)

### Épisode 16:Croisière d'enfer
- États-Unis /  Canada : 9 février 2015 sur CBS / Citytv
- France : 16 avril 2015 sur M6
- Québec : 6 février 2016 sur V
- Suisse : 31 janvier 2016 sur RTS Un
- Belgique : 8 février 2016 sur RTL-TVI

- États-Unis : 11,86 millions de téléspectateurs[52] (première diffusion)
- Canada : 1,509 million de téléspectateurs[53] (première diffusion + différé 7 jours)
- France : 3,15 millions de téléspectateurs[51] (première diffusion)

- Christina Llorens (Amelia)
- William Morse (Cooper)
- Robert Mitchell (Membre d'équipage)
- Patrick Fabian (Capitaine Caine)
- Jen Kuhn (Infirmière)
- Kelley Jakle (Janice)
- Aaron Braxton (Raul)
- Charlie Heydt (Diner)
- Michael Filipowich (Christoph)
- Jonathan Erickson Eisley (Criminel #1)
- Chad Guerrero (Criminel #2)
- Andy McDermott (Pilote)
- Joshua Shibata (Officier missilier Japonais)
- Craig Tsuyumine (Commandant Japonais)
- Julie Lancaster (Principal)
- Brian Konowal (Passager)

### Épisode 18:Le Venin du serpent
- États-Unis /  Canada : 9 mars 2015 sur CBS / Citytv
- France : 21 mai 2015 sur M6
- Québec : 20 février 2016 sur V
- Suisse : 7 février 2016 sur RTS Un
- Belgique : 15 février 2016 sur RTL-TVI

- États-Unis : 10,59 millions de téléspectateurs[58] (première diffusion)
- Canada : 1,327 million de téléspectateurs[59] (première diffusion + différé 7 jours)
- France : 2,77 millions de téléspectateurs[57] (première diffusion)

- Fernanda Andrade (Rene Munoz)
- David Fabrizio (Directeur Merrick)
- Matt Lasky (Mikko Aleska)
- Timothy V. Murphy (Dimitri Kreshenko)

### Épisode 19:Les Cœurs en flammes
- États-Unis /  Canada : 23 mars 2015 sur CBS / Citytv
- France : 28 mai 2015 sur M6
- Québec : 27 février 2016 sur V
- Suisse : 14 février 2016 sur RTS Un
- Belgique : 22 février 2016 sur RTL-TVI

- États-Unis : 9,7 millions de téléspectateurs[60] (première diffusion)
- Canada : 1,241 million de téléspectateurs[61] (première diffusion + différé 7 jours)
- France : 3,06 millions de téléspectateurs[62] (première diffusion)

- Rick Ravanello (Marcus Bronson)
- Aaron Bledsoe (Josh)
- Anthony Hill (Technicien Marder)
- Taylor Keene (Caitlin)
- Jake Lockett (Pete)
- Stevie Nelson (Jenna)
- Fernando Rivera (Diego)
- Lance Chantiles-Wertz (Jimmy)

### Épisode 20:Protection rapprochée
- États-Unis /  Canada : 30 mars 2015 sur CBS / Citytv
- France : 28 mai 2015 sur M6
- Québec : 5 mars 2016 sur V
- Suisse : 14 février 2016 sur RTS Un
- Belgique : 22 février 2016 sur RTL-TVI

- États-Unis : 9,38 millions de téléspectateurs[63] (première diffusion)
- Canada : 1,115 million de téléspectateurs[64] (première diffusion + différé 7 jours)
- France : 2,87 millions de téléspectateurs[62] (première diffusion)

- Ginger Gonzaga (Maya)
- Jason Manuel Olazabal (Hector Menjivar)
- Chad Todhunter (Ricky Lambert)

### Épisode 21:Secret toxique
- États-Unis /  Canada : 13 avril 2015 sur CBS / Citytv
- France : 4 juin 2015 sur M6
- Québec : 12 mars 2016 sur V
- Suisse : 21 février 2016 sur RTS Un
- Belgique : 29 février 2016 sur RTL-TVI

- États-Unis : 9,53 millions de téléspectateurs[65] (première diffusion)
- Canada : 1,243 million de téléspectateurs[66] (première diffusion + différé 7 jours)
- France : 2,84 millions de téléspectateurs[67] (première diffusion)

- David Fabrizio (Directeur Merrick)
- Sunkrish Bala (Jim)
- Alexander Chaplin (Simon)
- Vedette Lim (Sarah Jacobs)

### Épisode 22:Au bord du gouffre
- États-Unis /  Canada : 20 avril 2015 sur CBS[68] / Citytv
- France : 4 juin 2015 sur M6
- Québec : 19 mars 2016 sur V
- Suisse : 21 février 2016 sur RTS Un
- Belgique : 29 février 2016 sur RTL-TVI

- États-Unis : 10,71 millions de téléspectateurs[69] (première diffusion)
- France : 2,85 millions de téléspectateurs[67] (première diffusion)

- Riley B. Smith (Ralph)
- David Fabrizio (Merrick)
- Andy Buckley (Richard Elia)
- Leigh-Ann Rose (Darla)
- Michael Wiseman (Chef des Pompiers)
- Eric Davis (Officier Kinkirk)
- Richard Pierre-Louis (Policier)
- Katharine Kamhi (Dr Hill)

## Audiences

### Aux États-Unis
| Numéro épisode | Titre original          | Chaîne | Date de diffusion originale | Audiences (en téléspectateurs) |
| -------------- | ----------------------- | ------ | --------------------------- | ------------------------------ |
| 1              | Pilot                   | CBS    | Lundi 22 septembre 2014     | 13 830 000                     |
| 2              | Single Point of Failure | CBS    | Lundi 29 septembre 2014     | 13 360 000                     |
| 3              | A Cyclone               | CBS    | Lundi 6 octobre 2014        | 12 050 000                     |
| 4              | Shorthanded             | CBS    | Lundi 13 octobre 2014       | 11 510 000                     |
| 5              | Plutonium is Forever    | CBS    | Lundi 20 octobre 2014       | 10 750 000                     |
| 6              | True Color              | CBS    | Lundi 27 octobre 2014       | 10 390 000                     |
| 7              | Father's Day            | CBS    | Lundi 3 novembre 2014       | 10 340 000                     |
| 8              | Risky Business          | CBS    | Lundi 10 novembre 2014      | 10 080 000                     |
| 9              | Rogue Element           | CBS    | Lundi 17 novembre 2014      | 10 170 000                     |
| 10             | Talismans               | CBS    | Lundi 24 novembre 2014      | 9 280 000                      |
| 11             | Revenge                 | CBS    | Lundi 8 décembre 2014       | 10 000 000                     |
| 12             | Dominoes                | CBS    | Lundi 15 décembre 2014      | 10 070 000                     |
| 13             | Kill Screen             | CBS    | Lundi 5 janvier 2015        | 12 320 000                     |
| 14             | Charades                | CBS    | Dimanche 18 janvier 2015    | 12 290 000                     |
| 15             | Forget Me Nots          | CBS    | Lundi 19 janvier 2015       | 12 080 000                     |
| 16             | Love Boats              | CBS    | Lundi 9 février 2015        | 11 860 000                     |
| 17             | Going South             | CBS    | Lundi 23 février 2015       | 10 690 000                     |
| 18             | Once Bitten, Twice Dies | CBS    | Lundi 9 mars 2015           | 10 590 000                     |
| 19             | Young Hearts Spark Fire | CBS    | Lundi 23 mars 2015          | 9 704 000                      |
| 20             | Crossroads              | CBS    | Lundi 30 mars 2015          | 9 380 000                      |
| 21             | Cliffhanger             | CBS    | Lundi 13 avril 2015         | 9 530 000                      |
| 22             | Postcards From the Edge | CBS    | Lundi 20 avril 2015         | 10 710 000                     |

### En France
| No épisode | Titre original (titre français)                | Chaîne | Date de diffusion originale | Audiences (en téléspectateurs) | Part d'audience |
| ---------- | ---------------------------------------------- | ------ | --------------------------- | ------------------------------ | --------------- |
| 1          | Pilot (Q.I. 197)                               | M6     | Jeudi 5 mars 2015           | 4 380 000                      | 16,4 %          |
| 2          | Single Point of Failure (Antivirus)            | M6     | Jeudi 5 mars 2015           | 4 170 000                      | 16,8 %          |
| 3          | A Cyclone (Menace 2.0)                         | M6     | Jeudi 5 mars 2015           | 3 460 000                      | 18,1 %          |
| 4          | Shorthanded (Les As à Vegas)                   | M6     | Jeudi 12 mars 2015          | 4 100 000                      | 15,7 %          |
| 5          | Plutonium is Forever (Le côté obscur)          | M6     | Jeudi 12 mars 2015          | 3 590 000                      | 15,7 %          |
| 6          | True Color (Art thérapie)                      | M6     | Jeudi 12 mars 2015          | 2 880 000                      | 16,9 %          |
| 7          | Father's Day (Au nom du père)                  | M6     | Jeudi 19 mars 2015          | 3 760 000                      | 14,3 %          |
| 8          | Risky Business (L'Algorithme dans la peau)     | M6     | Jeudi 19 mars 2015          | 3 490 000                      | 14,8 %          |
| 9          | Rogue Element (L'Opération Gumbo)              | M6     | Jeudi 26 mars 2015          | 3 460 000                      | 12,9 %          |
| 10         | Talismans (Semper fidelis)                     | M6     | Jeudi 9 avril 2015          | 3 204 000                      | 12,5 %          |
| 11         | Revenge (Chasseurs de fantômes)                | M6     | Jeudi 2 avril 2015          | 3 450 000                      | 13,2 %          |
| 12         | Dominoes (Les génies de l'impossible)          | M6     | Jeudi 2 avril 2015          | 3 350 000                      | 13,6 %          |
| 13         | Kill Screen (Hacke-moi si tu peux)             | M6     | Jeudi 26 mars 2015          | 3 170 000                      | 13,1 %          |
| 14         | Charades (L'espionne qu'il aimait)             | M6     | Jeudi 9 avril 2015          | 2 970 000                      | 12,6 %          |
| 15         | Forget Me Nots (Supermind)                     | M6     | Jeudi 16 avril 2015         | 3 470 000                      | 13,8 %          |
| 16         | Love Boats (Croisière d'enfer)                 | M6     | Jeudi 16 avril 2015         | 3 150 000                      | 13,5 %          |
| 17         | Going South (Crise d'égo)                      | M6     | Jeudi 21 mai 2015           | 2 940 000                      | 11,9 %          |
| 18         | Once Bitten, Twice Dies (Le venin du serpent)  | M6     | Jeudi 21 mai 2015           | 2 770 000                      | 12,2 %          |
| 19         | Young Hearts Spark Fire (Les cœurs en flammes) | M6     | Jeudi 28 mai 2015           | 3 060 000                      | 12,5 %          |
| 20         | Crossroads (Protection rapprochée)             | M6     | Jeudi 28 mai 2015           | 2 870 000                      | 12,6 %          |
| 21         | Cliffhanger (Secret toxique)                   | M6     | Jeudi 4 juin 2015           | 2 840 000                      | 12,3%           |
| 22         | Postcards From The Edge (Au bord du gouffre)   | M6     | Jeudi 4 juin 2015           | 2 850 000                      | 13,1%           |